# Kościół ewangelicki w Miechowicach Oławskich
Kościół ewangelicki w Miechowicach Oławskich – kościół z XV w. we wsi Miechowice Oławskie, wpisany do rejestru zabytków nieruchomych województwa dolnośląskiego.
Zabytkowy kościół ewangelicki  w ruinie z XV w., XIX w. z epitafiami z XVI i XVII w.:  
- Hansa von Pannwitza (zm. 1547) i jego żony Barbary von Otwein (zm. 1518)[2] - dworzanina cesarza Ferdynanda I Habsburga, z ośmioma herbami, po cztery w dwóch rzędach na górze i na dole pyty[3]
- Ferdinanda Caspara von Pannwitza i jego żony Marianny zu Lewen und Mechwitz (1600) z ośmioma herbami po cztery na górze i na dole płyty[4][5][6]
- Leonhardta von Tschirsky`ego und Bögendorfa (zm. 1721),
- dziewczynki von Reichaw (zm. 1581) z inicjałami D.V.R i D.V.B oraz herbami von Reichaw i von Borschnitz[7]
- Georga Friedricha von Kittlitza und Ottendorfa (1562-1625)[8] z trzyletnim synem
- Barbary von  Frankenberg (zm. 1660). Ostatnie dwa: Georga i Barbary od 1996 znajdują się przy wejściu do kaplicy św. Wojciecha na opolskim Wzgórzu Uniwersyteckim - Uniwersytetu Opolskiego[9]